# 百年燈泡

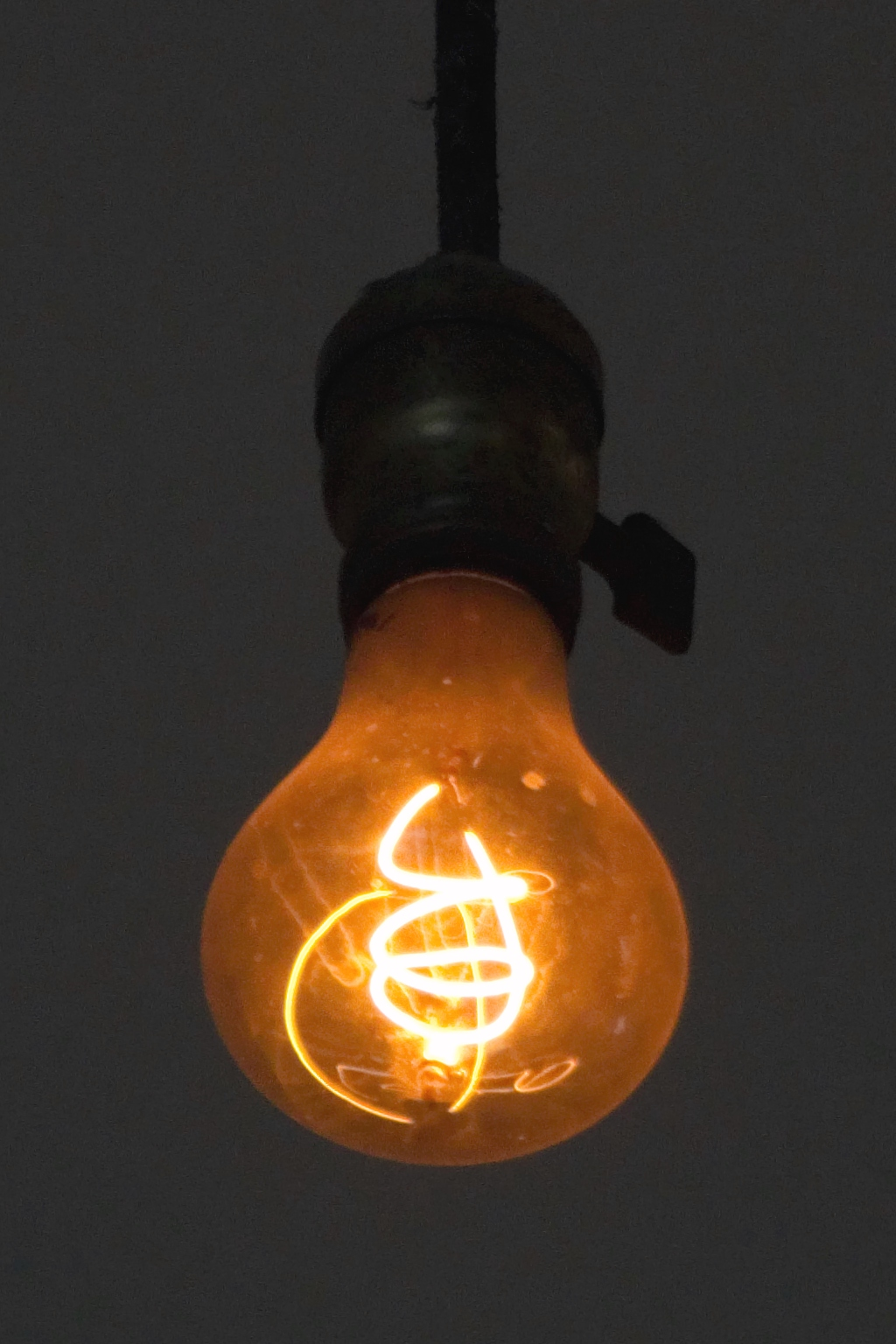
懸掛於利弗莫爾市消防站的百年燈泡

百年燈泡（英語：Centennial Light）是全世界最長壽的電燈泡，且至今仍在持續運作中。它位在美國加利福尼亞州利弗莫爾市東大道4550號，由利弗莫爾-普萊森消防局負責維護。這顆燈泡自從1901年裝設完成後就一直發亮，迄今已亮了124年，而且很少被關掉過。百年燈泡以其超長壽命創下了金氏世界紀錄，並為《李普利的信不信由你》和通用電氣等媒體所報導，也被視為現代電燈泡工業採行「計劃報廢」的證據。

## 歷史
百年燈泡是手工吹製而成的30或60瓦特燈泡（目前亮度相当于4瓦特夜灯），採用碳質燈絲，1890年代後期由謝爾比電氣公司（Shelby Electric Company）於美國俄亥俄州的謝爾比生產製造；許多有相似生產背景的電燈泡，至今亦仍保存良好、可正常使用。據席爾法·柏納爾·貝克表示，「百年燈泡」的歷史可追溯至1901年，由她的父親丹尼斯·柏納爾贈予利弗莫爾消防站。柏納爾原是利弗莫爾電力與水力公司的負責人；他在賣掉公司時把燈泡捐獻給消防局。這段故事也由當代的消防員傳為佳話。
1972年，该灯泡因记者迈克·邓斯坦（Mike Dunstan）的一篇报道而广为人知，吉尼斯世界纪录和通用电气此后不久便确认这是世界上最长寿的电灯泡。灯泡在那之后只有两次较长时间的熄灭：第一次是在1976年消防站搬迁时，当时灯泡被小心地保存在特制的盒子里，由整辆消防车运载至新址，期间只熄灭了22分钟；在那之后，该灯泡被接入不间断电源，直到2013年5月20日因电源系统故障再次熄灭9小时45分，但灯泡本身并无损坏，在那之后又可被点亮。

## 外部連結
- （英文）百年燈泡官方網站 （页面存档备份，存于）
- （英文）利弗莫爾紀錄 （页面存档备份，存于） 於 PBS.org

37°40′48″N 121°44′22″W / 37.68000°N 121.73944°W